# Venice, Florida
Venice är en stad (city) i Sarasota County, i delstaten Florida, USA. Enligt United States Census Bureau har staden en folkmängd på 20 897 invånare (2011) och en landarea på 39,5 km².